# Heteromeringia yamata
Heteromeringia yamata är en tvåvingeart som beskrevs av Masahiro Sueyoshi 2006. Heteromeringia yamata ingår i släktet Heteromeringia och familjen träflugor. Inga underarter finns listade i Catalogue of Life.